# Où veux-tu qu'je r'garde ? (сингл)
Où veux-tu qu'je r'garde ? — перший сингл французької рок-групи Noir Désir, випущений у вересень 1987 року. Випущений лише у Франції, у форматі вінілу, він містить B-side, заспівану англійською, Lola. Обидві пісні з'являться на першому альбомі групи в 1987 році, також під назвою Ou voir vous qu'je r'garde ?. Його опублікував Polydor.
Версія, виконана англійською мовою продюсером Тео Хаколою, під назвою Where Do You Want Me to Look?, включений до синглу Lolita nie en bloc у 1993 році.
Noir Désir виконав цю пісню на телебаченні в janvier 1988 на France 3 у шоу La Nouvelle Boîte, представленому Жюльєном Лепером. Два відео з'являються на DVD Soyons déinvoltes, n'ontons l'air de rien, опублікованому в 2011 році, включаючи уривок з концерту в Олімпії в Парижі в 1989 році.
Куди ти хочеш, щоб я дивився ? був каверований гуртом Nouvelle Vague з Емілі Луазо на вокалі в 2010 році в альбомі Couleurs sur Paris .

## Композиції
Автори обох пісень – Bertrand Cantat/Noir Désir
1. Où Veux-Tu Qu'Je R'Garde
2. Danse Sur Le Feu Maria

## Персоналії
- Бертран Канта : вокал, гітара, губна гармошка
- Фредерік Відален : Бас, бек-вокал
- Серж Тіссо-Ґе : Гітара, бек-вокал
- Деніс Барт : Акумулятор
- Тео Хакола : Продюсер
- Юрій Ленкетт : Фотографія обкладинки
- Ервін Аутріке : Помічник змішування
- Noir Désir: Змішування